# Фелікс Зім
Фелікс Франсуа Жорж Філібер Зім (фр. Félix-Francois Georges Philibert Ziem; 26 лютого 1821, Бон — 10 листопада 1911, Париж) — французький художник архітектурних та морських видів у стилі «барбізонської школи».

## Твори

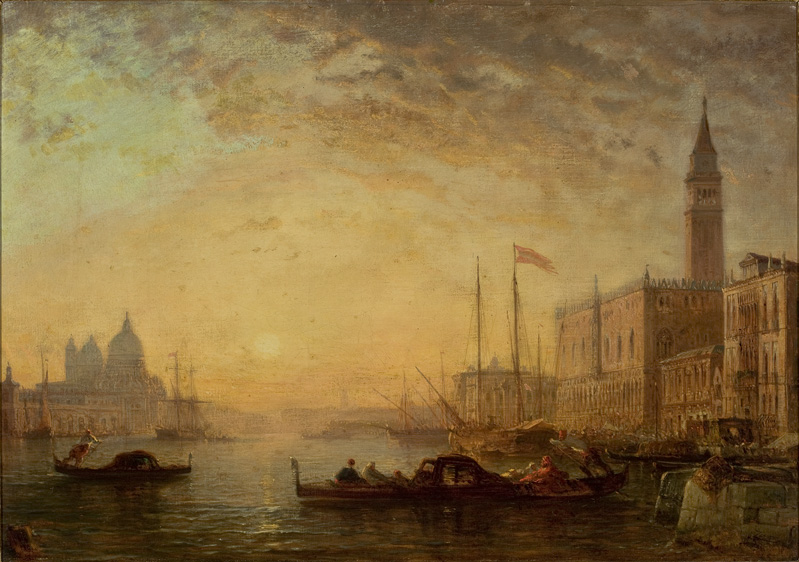
Великий канал у Венеції (Музей мистецтва Сан-Паулу).
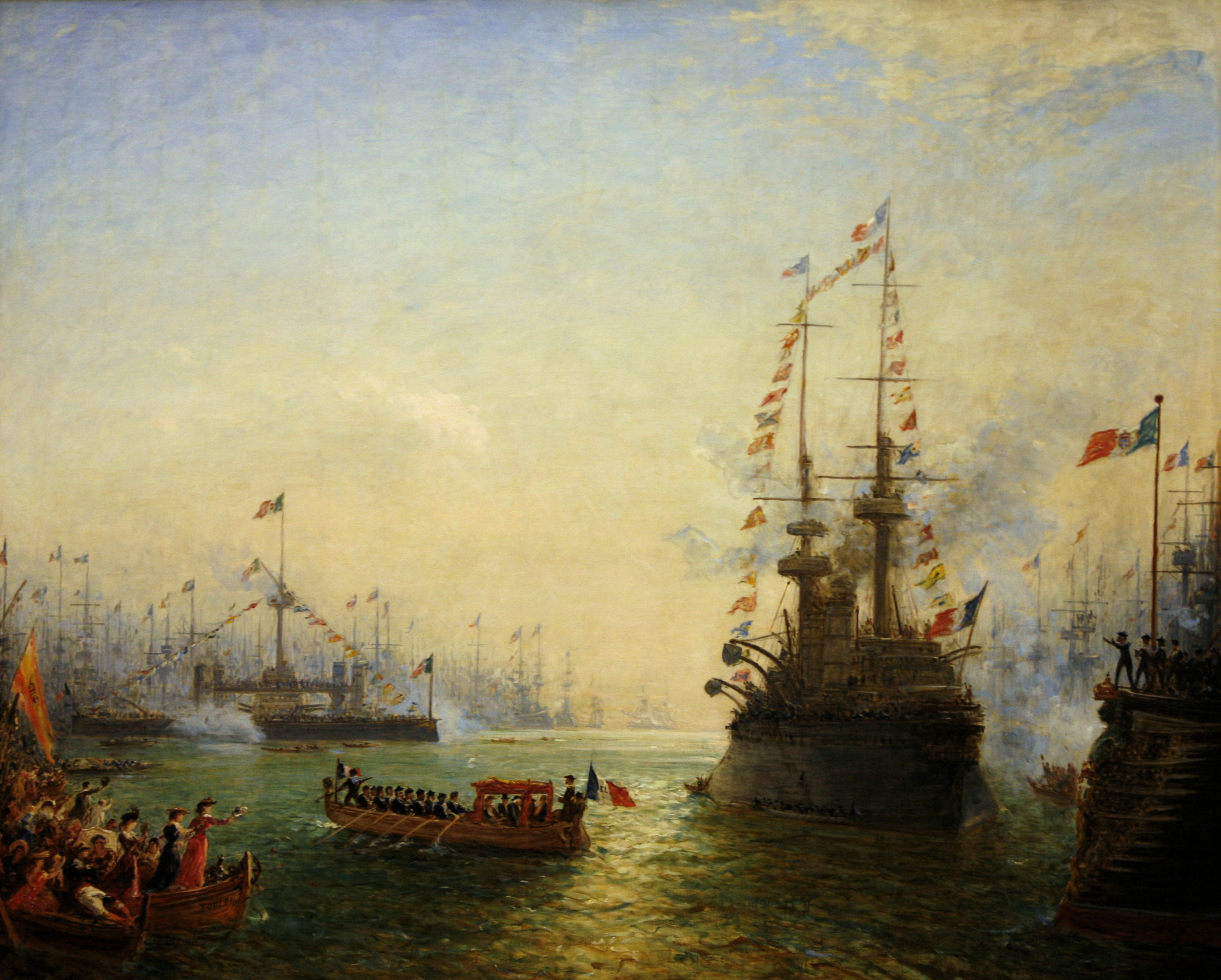
French President Émile Loubet Visiting the French and Italian Squadrons in Toulon (1901)
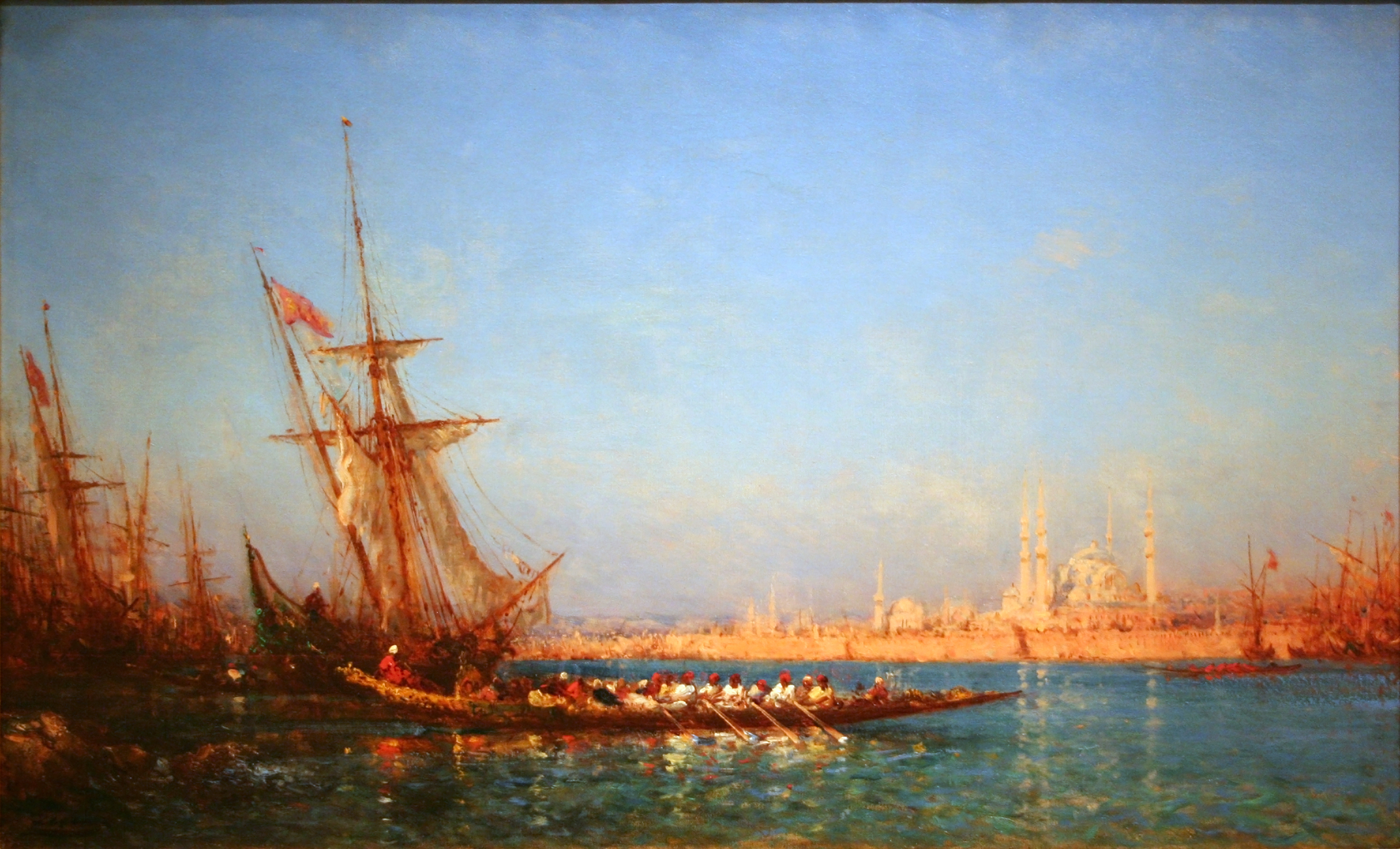
View of Istanbul (Музей Пера, Istanbul)